# Neolophonotus rhodesiensis
Neolophonotus rhodesiensis är en tvåvingeart som först beskrevs av Hobby 1933.  Neolophonotus rhodesiensis ingår i släktet Neolophonotus och familjen rovflugor.
Artens utbredningsområde är Zimbabwe. Inga underarter finns listade i Catalogue of Life.